# Ilex asprella
Ilex asprella là một loài thực vật có hoa trong họ Aquifoliaceae. Loài này được (Hook. & Arn.) Champ. ex Benth. mô tả khoa học đầu tiên năm 1852.